# Issa López
Pour les articles homonymes, voir López.
Issa López, née le 3 août 1971 à Mexico (Mexique), est une réalisatrice, scénariste et productrice mexicaine.

## Filmographie

### Comme réalisatrice
- 1994 : Tan callando (court métrage)
- 2006 : Efectos secundarios
- 2008 : Casi Divas
- 2010 : Sucedió en un día (court métrage)
- 2017 : Ils reviennent… (Vuelven)
- 2018 : Todo Mal
- 2024 : True Detective - saison 4

## Distinctions
Sauf indication contraire, les informations mentionnées dans cette section peuvent être confirmées par la base de données cinématographiques IMDb,  présente dans la section « Liens externes ».